# Sisto Riario Sforza

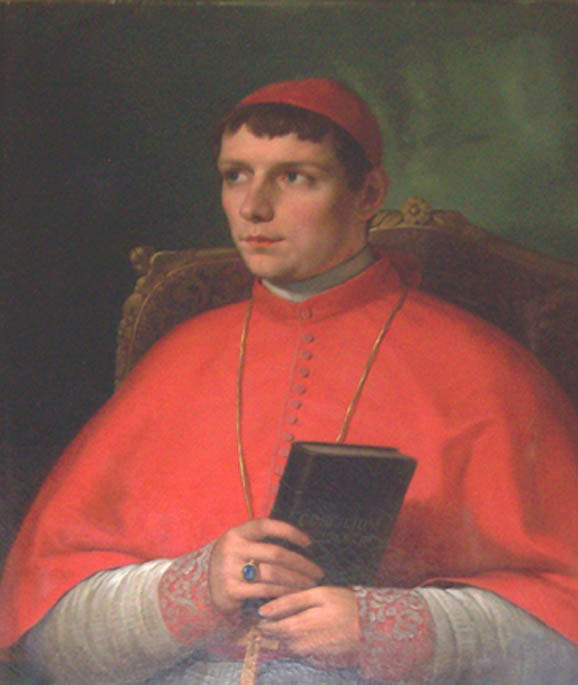
Sisto Riario Sforza als Kardinal

Kardinalswappen von Sisto Riario Sforza

Sisto Riario Sforza (* 5. Dezember 1810 in Neapel; † 29. September 1877 ebenda) war ein italienischer Geistlicher, römisch-katholischer Erzbischof von Neapel und Kardinal.

## Leben
Sforza, der zu den Adelshäusern Riario und Sforza gehörte, wurde in Neapel geboren. Er war der Sohn von Giovanni Antonio Riario Sforza und dessen Gemahlin Maria Gaetana Cattaneo della Volta. Sein Onkel war Kardinal Tommaso Riario Sforza. 
Sforza besuchte das Päpstliche Römische Priesterseminar, die Päpstliche Diplomatenakademie und die Universität La Sapienza in Rom. Am 23. April wurde ihm der Grad eines Doktors der Theologie verliehen. Den Habit bekam er am 1. Januar 1825 und am 13. Februar 1825 wurde ihm zum ersten Mal das Haar für die Tonsur abgeschoren. Er erhielt am 25. Dezember 1826 die niederen Weihen und wurde am 21. April 1832 zum Subdiakon geweiht. Am 1. September 1833 empfing er in Neapel durch den Erzbischof von Neapel Filippo Giudice Caracciolo die Priesterweihe.
Er arbeitete viele Jahre als Maestro di Casa dei Sacri Palazzi und kümmerte sich in den Jahren 1865 und 1866 als Kämmerer des Heiligen Kardinalskollegiums um die Finanzen des Kardinalskollegiums. Er war auch Kanoniker der Vatikanischen Basilika und Privatsekretär des Papstes im Jahr 1841.
Als Sekretär der Gedenkstätten begleitete er im Jahre 1842 Gregor XVI. auf seiner Reise nach Umbrien und Rieti. Er trug zu der Konversion zum römisch-katholischen Glauben von Otto-Magnus von Stackelberg und Demetrius Augustinus Gallitzin bei. König Ferdinand II. schlug ihn am 24. April 1845 dem Papst als Bischof von Aversa vor.
Nachdem er am 17. Mai 1845 zum Päpstlichen Thronassistenten ernannt worden war, spendete ihm am Sonntag, den 25. Mai 1845 in einer Seitenkapelle des Petersdoms Kardinal Mario Mattei, der Kardinalbischof von Frascati, die Bischofsweihe; Mitkonsekratoren waren Erzbischof Ludovico Tevoli, Almosenier Seiner Heiligkeit, und Erzbischof Luigi Maria Cardelli OFM, Kanonikus des Petersdomes.
Ferdinand II., König beider Sizilien, schlug ihn am 6. September 1845 für den Erzbischofssitz von Neapel vor. Der Papst erhob ihn am 24. November 1845 zum Erzbischof von Neapel und übersandte ihm noch am gleichen Tag das Pallium. Sisto Riario Sforza leitete bis zu seinem Tod das Erzbistum Neapel. Am 19. Januar 1846 nahm ihn Papst Gregor XVI. mit einer Dispens, weil auch sein Onkel Kardinal war, als Kardinalpriester mit der Titelkirche Santa Sabina in das Kardinalskollegium auf. Er nahm am Konklave 1846, aus dem als Papst Pius IX. hervorging, teil.
Nach dem Zusammenbruch des Königreichs beider Sizilien wurde Sforza von September 1860 bis Juli 1861 und von 1862 bis 1866 gewaltsam verbannt. Von 1869 bis 1870 nahm er am Ersten Vatikanischen Konzil teil, an dem er sich gegen das Dogma der päpstlichen Unfehlbarkeit aussprach.
Sisto Riario Sforza starb am 29. September 1877 im Alter von 66 Jahren in nach längerer Krankheit und wurde in der Kathedrale San Gennaro in Neapel beigesetzt.

## Nachwirkung
Während ihn Pius IX. als seine „rechte Hand“ würdigte, sagte dessen Nachfolger Leo XIII., dass er nicht zum Papst gewählt geworden wäre, wenn Kardinal Sforza zum Zeitpunkt des Konklaves noch am Leben gewesen wäre.
Das Verfahren zu seiner Seligsprechung begann im Jahre 1927 in Neapel. Am 28. Juni 2012 erkannte Benedikt XVI. den heroischen Tugendgrad Sisto Riario Sforzas an und erhob ihn zum Ehrwürdigen Diener Gottes.